# Loud (rappeur)
Pour les articles homonymes, voir Loud.
Loud, de son vrai nom Simon Cliche Trudeau, né le 17 février 1988 à Montréal, est un rappeur et auteur canadien.

## Biographie

### Débuts
Simon Cliche Trudeau commence sa carrière musicale sous le nom de Loudmouth ou Loud Mouth (2006-2012), pseudonyme choisi à 14 ans, en participant à des battles rap. Il rencontre Lary (Laurent Fortier-Brassard) à l'école secondaire Sophie-Barat, dans l'arrondissement montréalais d'Ahuntsic-Cartierville. En 2010, les deux amis s'associent au producteur Ajust (Alex Guay) et forment Loud Lary Ajust. En 2016, le groupe se sépare et Loud commence sa carrière solo avec son premier EP New Phone, long de 4 chansons comprenant le titre 56K. Le vidéoclip connaît un important succès sur YouTube et prépare la sortie d'un album.

### Une année record

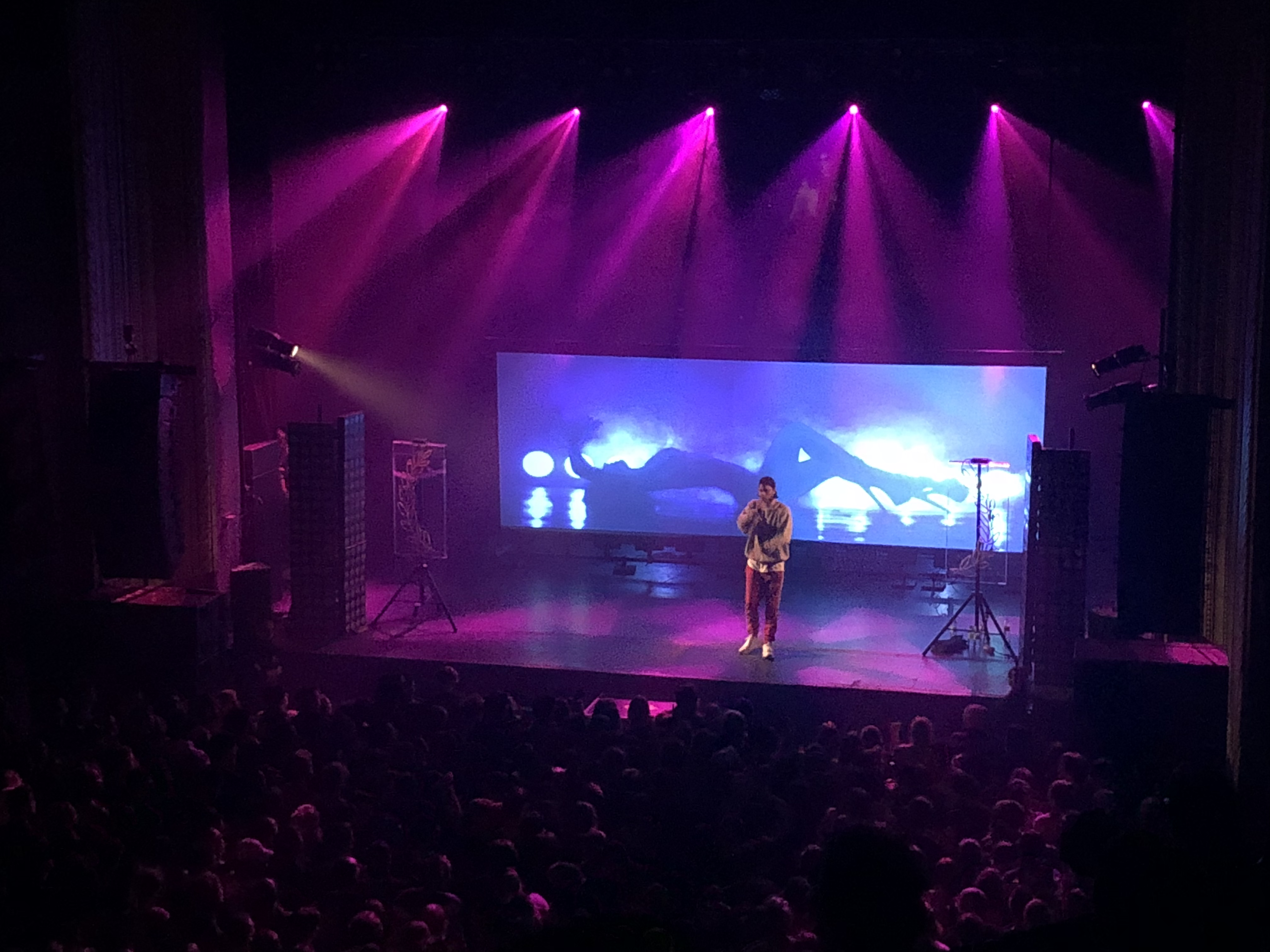
Loud sur scène en novembre 2018.

Le 3 novembre 2017, il lance Une année record, son premier album,. Grâce à sa notoriété acquise sur le web, il donne ses premiers concerts en France à La Boule noire à guichets fermés, ce qui a valu une attention positive du magazine français Les Inrockuptibles. Durant l'année 2018, sa tournée solo l'amène un peu partout au Québec et en France. Il a d'ailleurs été invité sur le plateau de Quotidien, en France, pour présenter son premier album[pertinence contestée] le 30 avril 2018. Sa chanson Toutes les femmes savent danser connaît le succès auprès du grand public. Elle est la première chanson rap québécoise à atteindre le sommet du palmarès BDS, une compilation des titres les plus populaires en radio recensée par l'ADISQ. 
Il collabore avec Cœur de pirate sur le morceau Dans la nuit de son album En cas de tempête, ce jardin sera fermé, sorti en juin 2018.
Signe de l’explosion de sa popularité, il reçoit de nombreux hommages durant l'année 2018. En juin, son album est nommé au sein de la longlist pour le Prix de musique Polaris. Il remporte le Prix de la chanson de la SOCAN pour sa chanson 56K. Le 28 octobre 2018, il reçoit trois prix lors du 40e gala des prix Félix dont celui d'album de l'année dans la catégorie rap. En mars 2019, Une année record est nommé Album francophone de l'année lors des Prix Juno.
Avec plus de 40 000 ventes (ou en équivalents streaming), Une année record est certifié disque d'or par Music Canada le 26 avril 2019, soit un an et demi après sa sortie. Les singles Nouveaux riches et Devenir immortel (et puis mourir) ont été certifiés or,, tandis que Toutes les femmes savent danser a été certifié platine, une première pour un rappeur québécois,.

### Tout ça pour ça

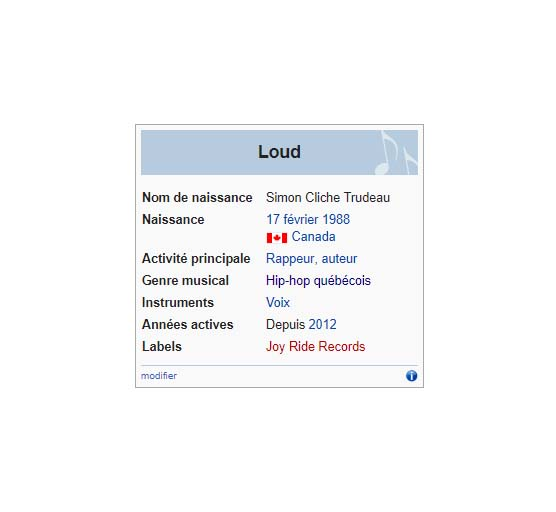
Reproduction de la couverture de l'album Tout ça pour ça (2019), une capture d'écran du tableau biographique de l'article Wikipédia portant sur Loud.

Le 24 mai 2019, il fait paraître son deuxième album : Tout ça pour ça. Le lancement se déroule au Centre Bell le 31 mai 2019, attirant plus de 16 000 spectateurs sur deux concerts à guichet fermé. Il collabore, dans cet album, avec la chanteuse québécoise Charlotte Cardin sur le titre : Sometimes All the Time. 
En juin, l'album est nommée sur la longlist pour le Prix de musique Polaris 2019.  En septembre 2019, il obtient quatre nominations au 41e gala des prix Félix et la chanson Fallait y aller est nommé dans la catégorie Chanson de l'année. En janvier 2020, Tout ça pour ça est nommé aux Prix Junos 2020 dans la catégorie Album francophone de l'année. 
En 2019, Loud donne une représentation sur la scène des plaines d'Abraham à l'occasion de la Fête nationale du Québec.
Il collabore en novembre 2019 avec son patnais de toujours Lary Kidd sur la chanson Sac de sport tiré de l'album Surhomme. 
En 2020, Loud s'associe avec le Gouvernement du Québec en présentant quelques vers dans le but de sensibiliser les individus à porter leur masque. Il emploie diverses figures de style pour exposer l'idée que le masque n'est pas une atteinte à la liberté, mais bien un moyen de se protéger contre la COVID-19[source secondaire nécessaire]. 
En avril 2020, il figure sur la chanson Rêve de jeunesse de Souldia, extrait de son album Backstage.
Le 21 août 2020, Loud est à l’aéroport de Mont-Tremblant pour livrer son seul spectacle de l’été. Le 20 mai 2022, il fait paraître son troisième album, Aucune promesse, qui délaisse le côté pop pour se concentrer sur le rap. 

### Vie privée
Il est en couple avec Catherine St-Laurent.

## Prix et distinctions
2019 : Interprète masculin de l'année (Prix Félix)
- 2019 : Album francophone de l'année (Prix Juno)
- 2018 : Artiste québécois s'étant le plus illustré hors Québec (Prix Félix)
- 2018 : Album hip-hop de l'année (Prix Félix)
- 2018 : Réalisateur de disque de l’année - avec Marc Vincent et Alex Guay (Prix Félix)
- 2018 : Prix de la chanson - volet francophone (SOCAN)
- 2023: Album de l'année- Rap (Prix Félix)